# Еріх Брабець
Еріх Брабець (чеськ. Erich Brabec, нар. 24 лютого 1977, Чеські Будейовиці) — чеський футболіст, що грав на позиції захисника. По завершенні ігрової кар'єри — тренер. З 2019 року очолює тренерський штаб команди «Богеміанс 1905».
Виступав, зокрема, за клуби «Динамо» (Москва), «Славія» та «Спарта» (Прага), а також національну збірну Чехії.
Дворазовий чемпіон Чехії.

## Клубна кар'єра
У дорослому футболі дебютував 1994 року виступами за команду «Динамо» (Ч. Будейовиці), в якій провів два сезони, взявши участь у 13 матчах чемпіонату. 
Згодом з 1996 по 2002 рік грав у складі команд «Хрудім», «Динамо» (Ч. Будейовиці), «Татран Пошторна» та «Дрновиці».
Своєю грою за останню команду привернув увагу представників тренерського штабу клубу «Динамо» (Москва), до складу якого приєднався 2002 року. Відіграв за московських динамівців наступний сезон своєї ігрової кар'єри. Більшість часу, проведеного у складі московського «Динамо», був основним гравцем захисту команди.
Протягом 2003—2007 років захищав кольори клубів «Аланія», «Кайсеріспор», АСКО (Пашинг) та «Аарау».
У 2007 році уклав контракт з клубом «Славія», у складі якого провів наступні два роки своєї кар'єри гравця.  Граючи у складі «Славії» також здебільшого виходив на поле в основному складі команди. За цей час виборов титул чемпіона Чехії.
З 2009 по 2010 рік продовжував кар'єру в клубах «Анкараспор» та «Анкарагюджю». Протягом цих років додав до переліку своїх трофеїв ще один титул чемпіона Чехії.
З 2010 року два сезони захищав кольори клубу «Спарта» (Прага). Тренерським штабом нового клубу також розглядався як гравець «основи».
Наступними клубами ігрової кар'єри футболіста були «Сениця» та «Богеміанс 1905».
Завершив ігрову кар'єру у команді «Слован», за яку виступав протягом 2015 року.

## Виступи за збірні
Протягом 1998–2000 років залучався до складу молодіжної збірної Чехії. На молодіжному рівні зіграв у 15 офіційних матчах.
У 2000 році дебютував в офіційних матчах у складі національної збірної Чехії.
Загалом протягом кар'єри в національній команді, яка тривала 10 років, провів у її формі 2 матчі.

## Кар'єра тренера
Розпочав тренерську кар'єру невдовзі по завершенні кар'єри гравця, 2017 року, очоливши тренерський штаб клубу «Спарта» (Прага), де пропрацював з 2017 по 2018 рік.
Протягом тренерської кар'єри також очолював команду «Селльєр і Беллот Влашим».
З 2019 року очолює тренерський штаб команди «Богеміанс 1905».

## Титули і досягнення
- Чемпіон Чехії (2):

«Славія»: 2007-2008
«Спарта» (Прага): 2009-2010